# Aleksandar Marelja
Aleksandar Marelja (Servisch: Александар Мареља) (Belgrado, 6 december 1992) is een Servisch basketballer. Hij speelt als Power Forward en Center.

## Carrière
Marelja maakte zijn debuut als profbasketballer bij Radnički KG 06, waarna hij twee seizoenen voor Sloga Kraljevo zou uitkomen. In  2013 leverde zijn prestaties hem een transfer op naar het Spaanse Murcia. Na korte omzwervingen bij ABA Strumica en Borac Čačak kwam hij in de zomer van 2014 terug in zijn thuisland terecht bij Mega Vizura. Eind 2014 tekende hij een contract bij Telenet Oostende. Met de kustjongens won hij in 2015 zowel de Belgische landstitel als de Belgische beker. Ook in 2016 won hij met Oostende de beker van België. Als gevolg van de komst van Jermaine Beal had Oostende echter een buitenlander te veel zodat op 27 maart 2016 een einde werd gemaakt aan de samenwerking met Marelja.

## Palmares
- Belgisch landskampioen: 2015
- Belgisch bekerwinnaar: 2015, 2016